# Bernate Ticino
Bernate Ticino (AFI: /berˈnate tiˈʧino/; Bernaa in dialetto milanese, AFI: [berˈnɑː], Barnaa nella parlata locale, AFI: [barˈnɑː], e semplicemente Bernate fino al 1862) è un comune italiano di 2 904 abitanti della città metropolitana di Milano in Lombardia. Il paese è attraversato nella sua parte centrale dal Naviglio Grande e al confine ovest dal Ticino.

## Geografia fisica

### Territorio
Bernate è situata ad est del fiume Ticino ed a ovest di Milano, capoluogo di Provincia, da cui dista circa 30 chilometri. Confina: a nord con Cuggiono (tramite la frazione di Casate), a est con Mesero e con Marcallo con Casone, a sud con Boffalora sopra Ticino ed a ovest col territorio piemontese del comune di Romentino.
Il paese è diviso in due aree distinte: una centro-occidentale, contenente il centro cittadino ma caratterizzata da insediamenti meno fitti e con presenza di vegetazione boschiva che si protrae sino al Parco del Ticino, e una orientale dalla maggiore presenza urbanizzata. Le due zone sono sostanzialmente separate dal Naviglio Grande, e sono collegate tramite uno storico ponte seicentesco.
La zona industriale è raccolta in una vasta area sul lato est dell'abitato, al confine col comune di Boffalora sopra Ticino.

### Geologia e idrografia

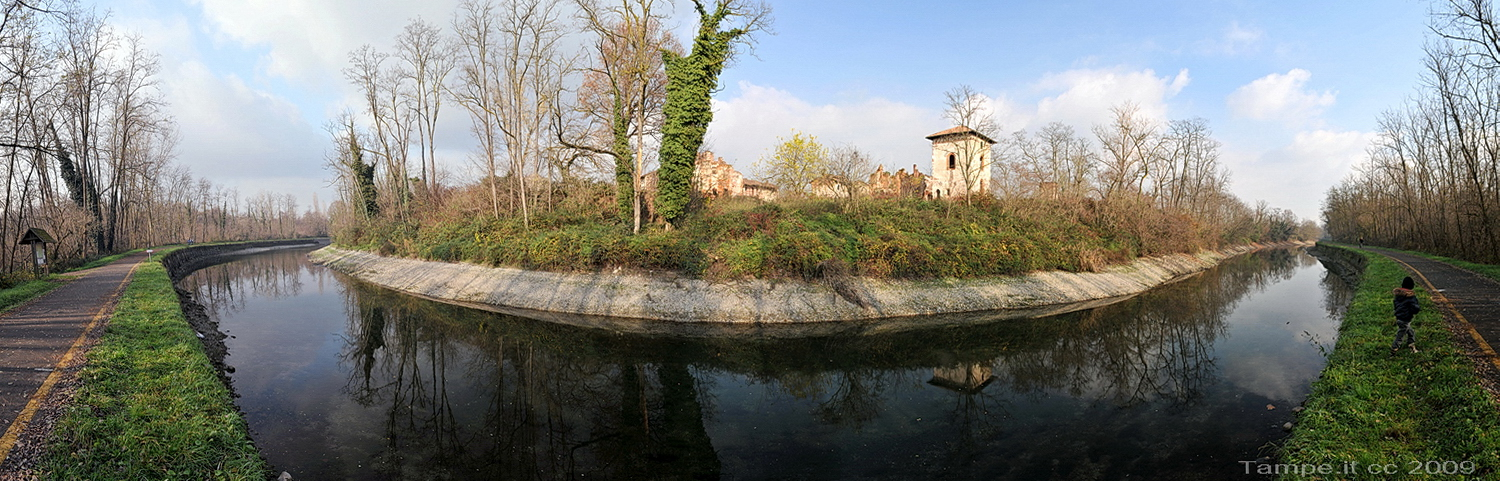
Fotografia panoramica del Naviglio Grande nel territorio di Bernate Ticino, in località Rubone

Morfologicamente, il territorio di Bernate Ticino è caratterizzato dall'ambiente tipico della pianura padana ma è articolato tra alture, aree discendenti in corrispondenza delle rive dei corsi d'acqua ed aree paludose. L'altitudine media è di 130 m s.m.l..
Aspetto caratteristico dell'idrografia di Bernate Ticino è la presenza del Naviglio Grande e del fiume Ticino nella parte più ad ovest del comune.
Bernate Ticino fa inoltre parte del Polo dei Navigli istituito dalla Provincia di Milano.

### Sismologia
Dal punto di vista sismico Bernate Ticino presenta un rischio molto basso ed è stata classificata come il comune zona 4 (bassa sismicità) dalla protezione civile nazionale.

### Clima
Il clima è quello caratteristico delle pianure settentrionali italiane con inverni freddi e abbastanza rigidi ed estati che risentono di elevate temperature; la piovosità si concentra principalmente in autunno e in primavera. Il paese appartiene alla zona climatica E.
| Mese                       | Mesi | Mesi | Mesi | Mesi | Mesi | Mesi | Mesi | Mesi | Mesi | Mesi | Mesi | Mesi | Stagioni | Stagioni | Stagioni | Stagioni | Anno |
| Mese                       | Gen  | Feb  | Mar  | Apr  | Mag  | Giu  | Lug  | Ago  | Set  | Ott  | Nov  | Dic  | Inv      | Pri      | Est      | Aut      | Anno |
| -------------------------- | ---- | ---- | ---- | ---- | ---- | ---- | ---- | ---- | ---- | ---- | ---- | ---- | -------- | -------- | -------- | -------- | ---- |
| T. max. media (°C)         | 5    | 8    | 13   | 17   | 21   | 26   | 28   | 28   | 24   | 18   | 11   | 6    | 6,3      | 17       | 27,3     | 17,7     | 17,1 |
| T. min. media (°C)         | −3   | −2   | 2    | 5    | 10   | 13   | 15   | 15   | 12   | 7    | 2    | −2   | −2,3     | 5,7      | 14,3     | 7        | 6,2  |
| Precipitazioni (mm)        | 59   | 73   | 95   | 104  | 127  | 82   | 55   | 85   | 72   | 110  | 83   | 50   | 182      | 326      | 222      | 265      | 995  |
| Umidità relativa media (%) | 83   | 80   | 73   | 76   | 75   | 74   | 75   | 75   | 76   | 81   | 84   | 84   | 82,3     | 74,7     | 74,7     | 80,3     | 78   |
| Vento (direzione-m/s)      | NO 2 | SO 2 | SO 2 | SO 2 | S 2  | SO 2 | SO 2 | SO 2 | SO 2 | SO 2 | N 2  | SO 2 | 2        | 2        | 2        | 2        | 2    |

## Origini del nome
L'etimologia del nome di Bernate Ticino è ad oggi incerta. Secondo alcuni studi, il nome deriverebbe dal latino prunetum inteso come luogo di coltivazione di prugne, trasformatosi poi col tardo latino nel suffisso brunetum. Secondo altre fonti il nome sarebbe da ricondurre al nome proprio latino Berinus. Secondo altra ipotesi, il nome deriverebbe da Castrum Brinati (IV secolo d.C.), nome romano di una zona fortificata, a presidio di un porto sul fiume Ticino.

## Storia

### Età romana
Scavi archeologici condotti dalla Soprintendenza Archeologica della Lombardia nel 2005 hanno messo in luce una necropoli costituita da dodici tombe ad inumazione di età tardoromana e da una sepoltura del I secolo a.C.. L'analisi dei reperti suggerisce che la piccola comunità dovesse avere un'economia basata sull'agricoltura e il commercio. Data la buona qualità dei materiali rinvenuti è possibile supporre che gli abitanti dovessero godere di una certa agiatezza.

### Il Medioevo

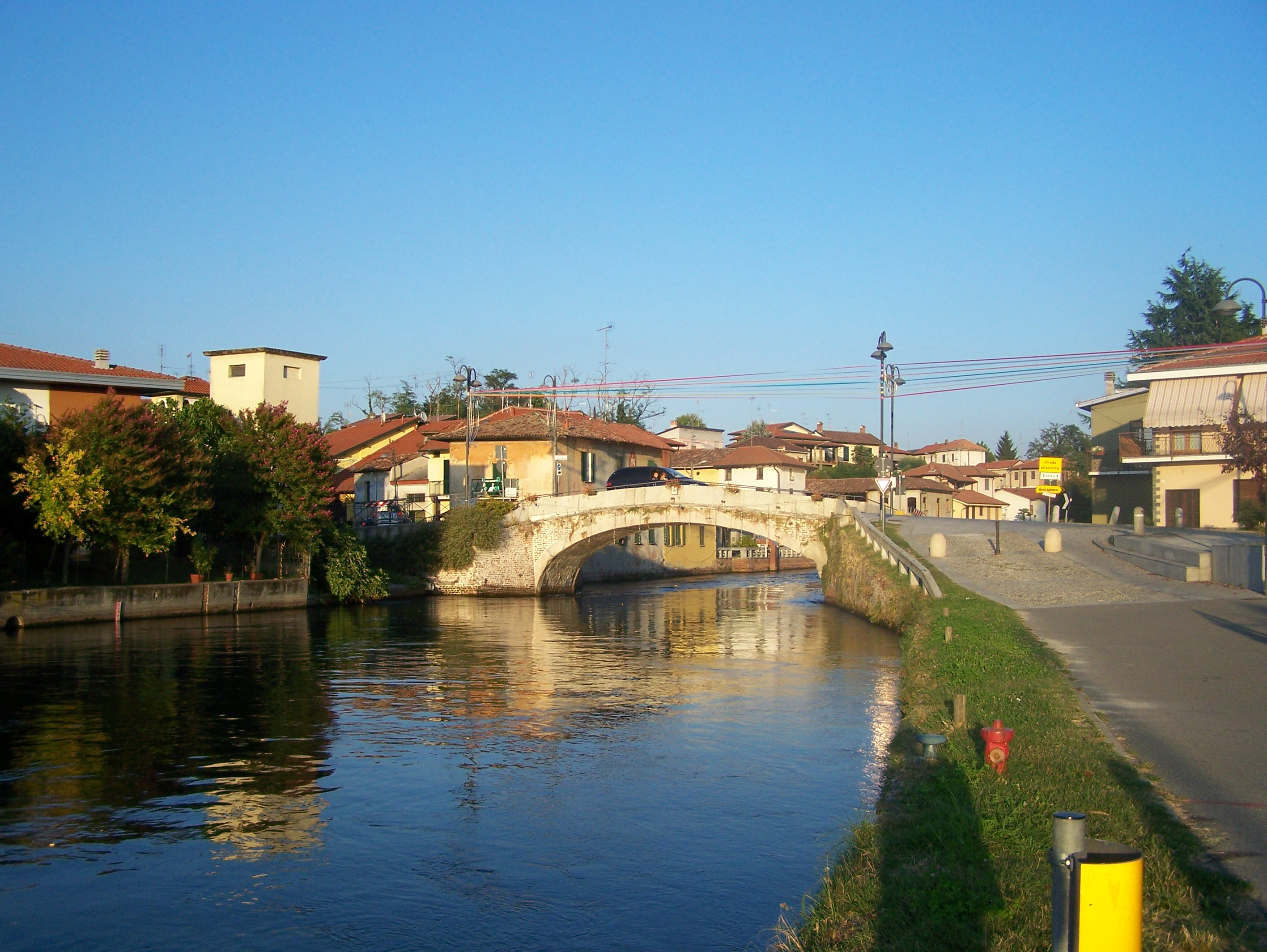
Il ponte seicentesco sul Naviglio Grande a Bernate Ticino

Il comune di Bernate al tempo del catasto di Maria Teresa d'Austria faceva parte della pieve di Corbetta nel territorio del Ducato e Provincia di Milano. Verso la metà del Settecento, comprendeva anche le località di Casate (attuale frazione) e Rubone. Nel Medioevo Bernate veniva chiamato Brinate come appare da una carta del 1045, ricordata da Giorgio Giulini in cui Enrico III conferma ai monaci di S. Dionigi a Milano la badia con la chiesa di S. Maria in Solariolo e alcune terre. Ebbe rinomanza in quei secoli il castello e se ne trova menzione in una carta del 1098 contenente una vendita che Algerio figlio del fu Vallone del luogo di Brinate aveva fatto ad Ariberto prete per 40 libbre di denari. In tale vendita aveva egli compreso tutte le sue case beni e diritti che possedeva in Inveruno e Trecate e nel luogo di Bernate eccettuato il castello. Il Giulini ci tramanda anche un successivo documento: è il testamento che il prete Ariberto compratore dei fondi suddetti, fa alcuni mesi dopo (gennaio 1099). In esso si dice che lasciò usufruttuaria di tutti quei beni la madre del defunto Algerio, che si chiamava Otta, fino alla di lei morte. Della proprietà dei beni stessi, escluso il porto della riva del fiume Ticino, ne fece due parti: «la prima ordinò che fosse di quella porzione della chiesa di San Giorgio di Bernate che apparteneva al monastero di San Vincenzo di Milano, e la seconda fosse delle altre porzioni della stessa chiesa che non erano soggette a iuspatronato di alcuna persona». A questo periodo risalgono le prime notizie relative alla famiglia Crivelli. È infatti nell'anno 1150 che Giovanni del monastero di S. Ambrogio investì Domenico, Pietro, Pastore e Gualla Crivelli delle rive, ghiaie e boschi che sono nei territori di Brinasca (altrimenti Bernate) e Cusionno (Cuggiono). L'autorità della famiglia Crivelli si ingrandì quindi a due feudi. Fu nel 1186, quando sul soglio pontificio sedeva col nome di Urbano III Uberto Crivelli che ebbe luogo la fondazione della canonica regolare presso la chiesa di San Giorgio. Al 25 novembre 1186 Urbano III con una bolla si rivolgeva al prevosto e ai canonici regolari di S. Maria di Crescenzago e, dopo aver esposto che la chiesa di San Giorgio di Brinate, fondata su un terreno paterno si trovava priva di beni e sprovveduta di possessioni, assegnava alla chiesa di San Giorgio i beni comprati dalle monache di Caronno eccettuato il porto e la ghiaia del Ticino e quelli che aveva comprato dai monaci di San Vincenzo o dai militi di Arconate o da quelli di Dugnano. Con tanta abbondanza di beni il pontefice fondò presso la chiesa di Bernate la congregazione canonicale secondo la regola di Sant'Agostino. Gian Galeazzo Visconti lasciò molti fondi agricoli di Bernate alla Certosa di Pavia.

### Dall'epoca moderna ad oggi
Nel 1786 il comune di Bernate fu inserito nella provincia di Pavia. In età napoleonica il comune fu aggregato a quello di Boffalora per poi essere reso nuovamente indipendente sotto gli austriaci.
Sino al 1862 il comune mantenne la denominazione di Bernate e successivamente assunse quella di Bernate Ticino con R.D. 14 dicembre 1862, n. 1059.
In tempi più recenti, il borgo è comparso nel film L'albero degli zoccoli del 1978 del regista Ermanno Olmi dove, in una ripresa lungo il Naviglio Grande si vede chiaramente la cupola della chiesa parrocchiale ed il campanile medievale.

### Simboli
Stemma
Lo stemma comunale di Bernate Ticino è stato concesso con R.D. del 23 febbraio 1931. Lo stemma è descrittivo della realtà storica del paese: nella parte superiore, il crivello è un chiaro rimando alla famiglia dei Crivelli che fu feudataria di queste terre e qui tenne molti possedimenti storici. Da questa stessa famiglia proveniva papa Urbano III che nel 1186, come si è visto, istituì l'importante canonicato della locale chiesa parrocchiale di San Giorgio. Il colonnato rosso, invece, fa riferimento al colonnato di un'antica chiesa dei canonici regolari lateranensi, i cui resti sono tuttora visibili sul territorio del comune , mentre la lettera B posta tra le colonne allude al nome del paese.
Gonfalone
Bandiera

## Monumenti e luoghi d'interesse

### Architetture religiose

#### Chiesa prepositurale di San Giorgio

##### Il capitolo

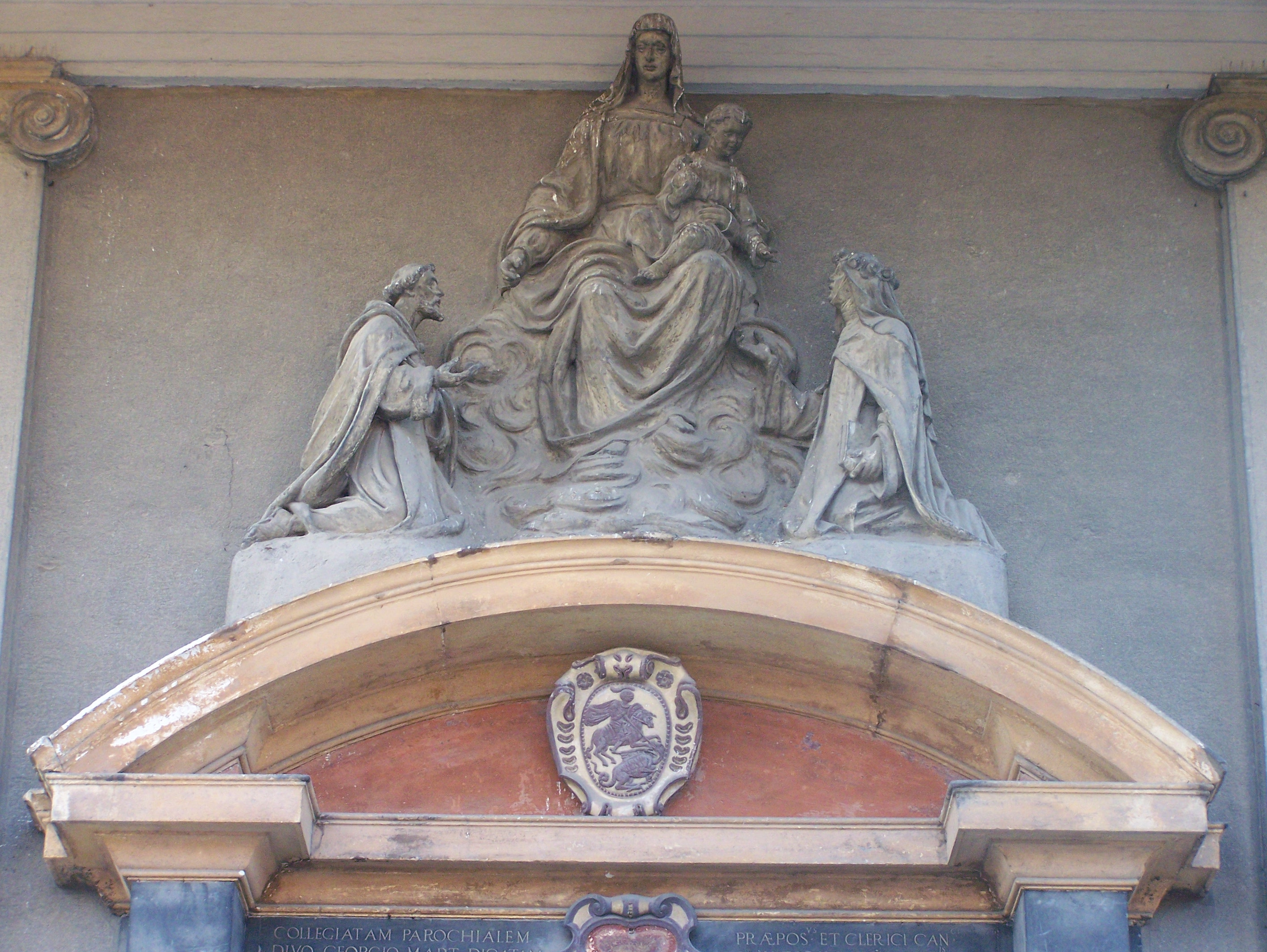
Il frontone del portale della chiesa di San Giorgio a Bernate Ticino

Come si è detto, le origini e l'istituzione del canonicato parrocchiale a Bernate Ticino risalgono al 1186 quando papa Urbano III concesse agli agostiniani di insediarsi come autorità ecclesiastica in paese.
Fu il pontefice stesso ad erigere in quello stesso anno la prepositura legata alla chiesa, slegata completamente dalle vicine pievi di Corbetta e Dairago, sottoposta unicamente alla Santa Sede di Roma, garantendo ai canonici anche la dignità di Canonici Lateranensi e confermando anche con la stessa bolla il patronato della chiesa alla famiglia Crivelli a cui Urbano III apparteneva.
La chiesa rimase ai canonici di Crescenzago sino al 1498, anno in cui venne assegnata in commenda ad Antonio Stanga, con una bolla siglata da papa Alessandro VI, nella quale si fa anche cenno alla costruzione della nuova chiesa, lavori di ampliamento necessari per poter ospitare più comodamente il nuovo prevosto e la capienza di 14 canonici. La famiglia Stanga contribuì sicuramente alle spese di costruzioni, compiendo anche una donazione a favore della chiesa pari a 50 pertiche milanesi di terreno.
In epoche successive la famiglia Stanga, rinunciò definitivamente alla commenda sulla chiesa parrocchiale e con bolla pontificia del 1511 la canonica venne affidata ad una congregazione lateranense. Nel 1512, Tommaso Crivelli, erede di Urbano III, rifacendosi proprio al diritto di iuspatronato invocato dal suo antenato nel 1186, vendette tutti i possedimenti della chiesa, raggiungendo un accordo coi canonici romani solo nel 1523, accordo secondo il quale i Crivelli avrebbero beneficiato di un terzo dei beni ecclesiastici della chiesa, con l'obbligo però di costruire a circa un miglio di distanza dalla canonica un'altra chiesa col titolo di Santa Maria della Pace.
Il capitolo della chiesa venne soppresso nel 1772 sotto la giurisdizione del giuseppinismo, con una valutazione in 5.000 pertiche di terreno del patrimonio della prepositura.

##### La chiesa

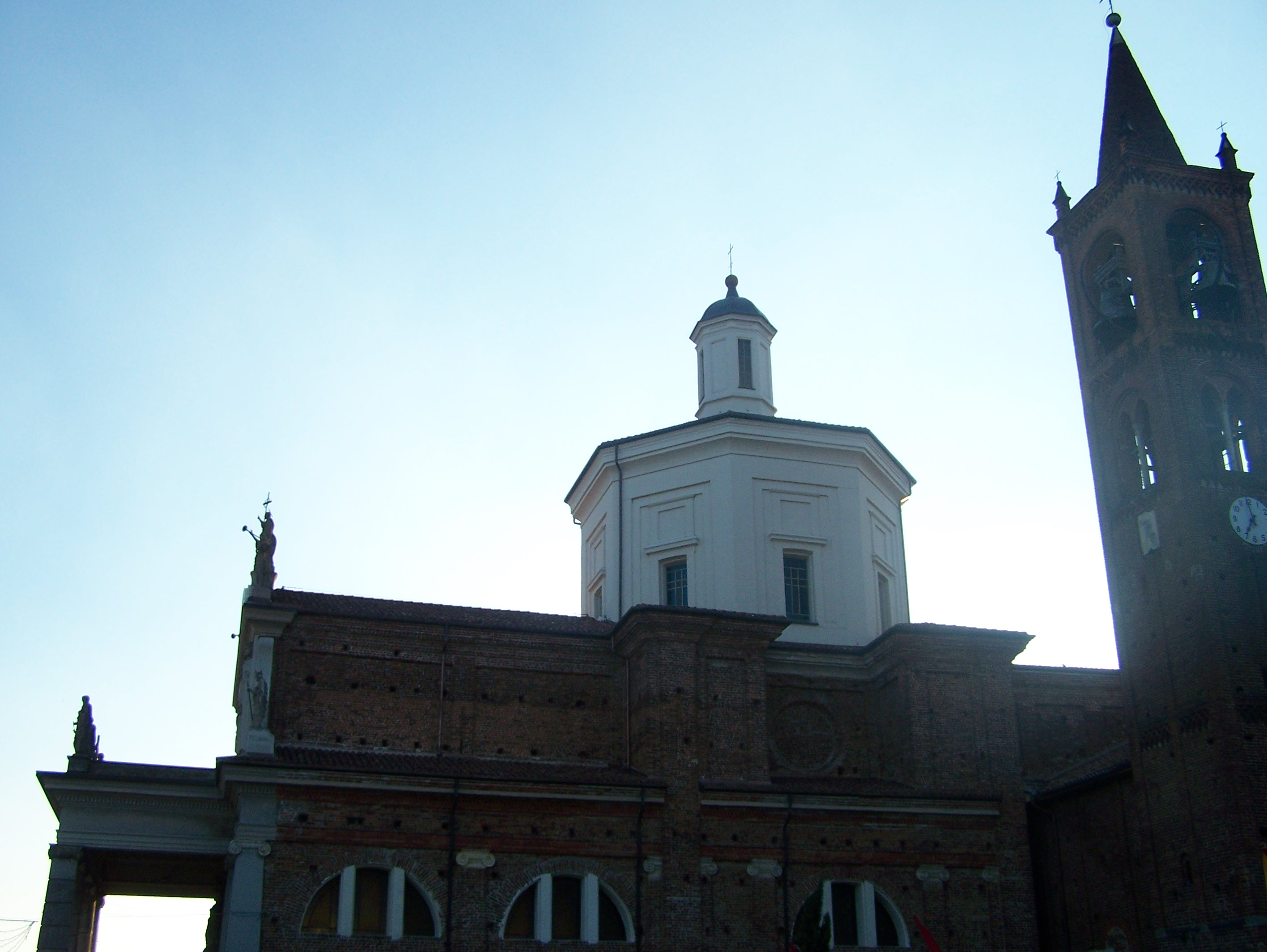
La parrocchia di San Giorgio a Bernate Ticino, vista laterale

La chiesa di San Giorgio si presenta in stile seicentesco ed è il frutto di numerosi restauri che l'hanno interessata nel corso dei secoli, consentendole peraltro di inglobare i resti della struttura più antica preesistente. La ricostruzione venne voluta da don Desiderio Tirone nel 1582, affidandone la costruzione «…ai maestri di muro Bernardo e Giacomo Mottello di Lonate…», sulla base di un progetto dell'architetto Martino Bassi.
Il campanile romanico, snello e corredato da bifore e da piccoli archi, si staglia sovrastante sulle campagne circostanti la collegiata e ospita un imponente concerto di 8 campane, intonate in La2 maggiore. L'intero concerto, che si conserva ancora oggi originale, è stato fuso dalla fonderia Barigozzi di Milano nel 1925 ed è posto su due piani: le tre campane più piccole (La3, Sol#3 e Fa#3) si trovano collocate al piano inferiore, mentre nella cella superiore sono collocate le 5 campane maggiori (Mi3 in alto, Re3, Do#3, Si2 e La2 sui finestroni).
Il campanone, con il suo diametro di 1,7 metri è una delle campane più pesanti dell'intera Diocesi di Milano.
Rimarchevole e suggestiva è la cripta duecentesca sottostante la chiesa che riporta ancora le rifiniture originali dell'antica chiesa di stile romanico, contraddistinta da volte a crociera in mattoni a vista. Parte di questa antica struttura è anche un bassorilievo di marmo realizzato dai maestri campionesi, raffigurante la Madonna con un offerente inginocchiato, san Giorgio e san Giacomo.

### Architetture civili

#### Palazzo Visconti

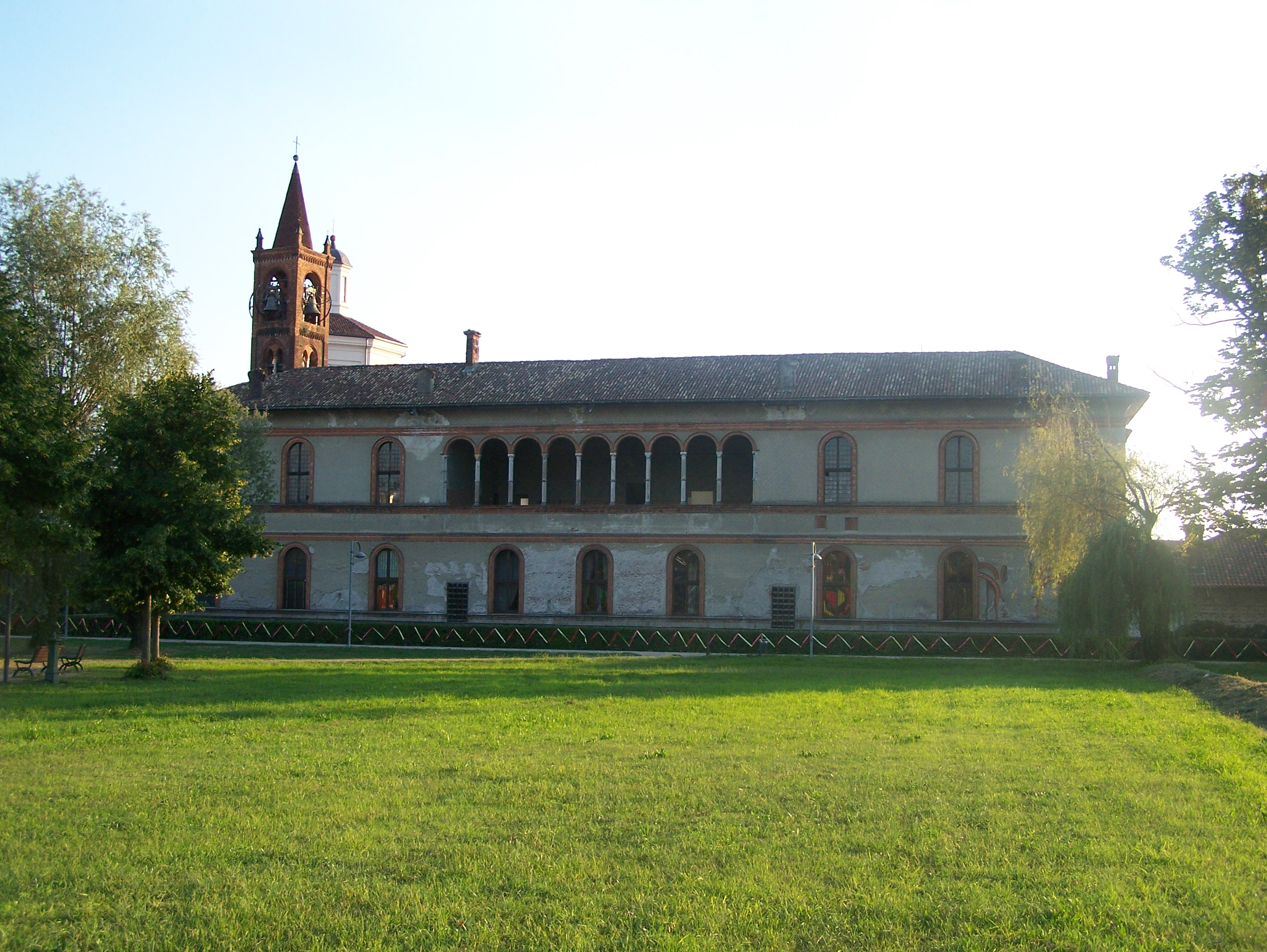
Palazzo Visconti, sul fianco della canonica

Palazzo Visconti costituisce la parte residenziale del complesso legato alla chiesa, e viene detto anche "Castello" per via delle sue forme che ricordano molto il vicino castello di Cusago.
La struttura risale al quattrocento e dispone di una pianta quadrata a cortile chiuso oltre ad una grande loggia aperta in direzione del Naviglio Grande che scorre non lontano. All'interno è adornato con splendidi soffitti a cassettoni d'epoca, oltre a numerose decorazioni murarie a graffito e pregiati camini scolpiti.
L'esterno è scandito da preziose finestre ad arco rivestite in cotto, mentre la facciata è contraddistinta dalle tipiche decorazioni a losanga realizzate a graffito su intonaco, che si possono riscontrare in molte altre costruzioni della zona, risalenti alla medesima epoca.
La vicinanza con la chiesa e i documenti d'archivio pervenutici, fanno pensare oggi che la struttura possa essere stata utilizzata come sede canonicale affidata ai religiosi locali unitamente alla gestione della chiesa parrocchiale.

#### Altro
Nei pressi di Palazzo Visconti e del Naviglio sono visibili alcuni antichi edifici rurali, tra i quali spicca una casa sulla cui facciata è presente una santella raffigurante una Deposizione.

## Società

### Evoluzione demografica
Nel 1771, gli abitanti di Bernate Ticino risultavano essere 832 in totale, saliti a 860 in epoca napoleonica nel 1805. Nel 1853, gli abitanti risultavano essere 1373.
Abitanti censiti

### Etnie e minoranze straniere
Secondo i dati ISTAT al 1º gennaio 2022 la popolazione straniera residente era di 140 persone, costituenti il 4,7% della popolazione totale. Le nazionalità maggiormente rappresentate in base alla loro percentuale sul totale della popolazione residente sono:
1. Romania 31
2. Albania 23
3. Marocco 20

Nei dati ufficiali non sono considerati gli stranieri irregolari. Secondo i dati dell'ultimo censimento (2021) la popolazione straniera di Bernate Ticino è aumentata dello 0.4% rispetto al censimento precedente.

## Economia
A Bernate Ticino nel 2021 risultava occupato il 94.1% dei residenti in età lavorativa.

## Amministrazione

### Sindaci durante il Regno d'Italia
| nome                  | carica  | dal  | al   | partito        | anno e luogo di nascita | anno e luogo di morte           | note                                        |
| --------------------- | ------- | ---- | ---- | -------------- | ----------------------- | ------------------------------- | ------------------------------------------- |
| ...                   |         |      |      |                |                         |                                 |                                             |
| Gaspare Pallavicino   | sindaco | 1880 | 1887 | Destra storica | 11 agosto 1802, Milano  | 13 gennaio 1887, Bernate Ticino |                                             |
| ...                   |         |      |      |                |                         |                                 |                                             |
| Alessandro Bruschetti | sindaco | ?    | 1895 | Destra storica | ?                       | 1895, Bernate Ticino            | Cavaliere dell'Ordine della Corona d'Italia |
| Ambrogio Bigatti      | sindaco | 1895 | ?    | Destra storica | ?                       | ?                               | Cavaliere dell'Ordine della Corona d'Italia |

### Sindaci durante la Repubblica Italiana
| nome                | carica  | dal         | al        | partito                           | anno e luogo di nascita       | anno e luogo di morte     | note |
| ------------------- | ------- | ----------- | --------- | --------------------------------- | ----------------------------- | ------------------------- | ---- |
| Giancarlo Barni     | sindaco | 1974        | 1999      | Partito Socialista Italiano       | Bernate Ticino, 30 marzo 1945 | Magenta, 18 febbraio 2013 |      |
| Lucio Ferrè         | sindaco | giugno 1999 | 2004      | [Lista Civica]                    |                               |                           |      |
| Giancarlo Barni     | sindaco | ?; 2004     | ?; 2009   | [Lista Civica]                    | Bernate Ticino, 30 marzo 1945 | Magenta, 18 febbraio 2013 |      |
| Osvaldo Chiaramonte | sindaco | 2009        | 2019      | Il Popolo della Libertà-Lega Nord | Trapani, 21-10-1944           |                           |      |
| Mariapia Colombo    | sindaca | 2019        | 2024      | Lista civica - Lega               | Bernate Ticino, 07/11/1957    |                           |      |
| Alessio Ottolini    | sindaco | 2024        | in carica | Lista civica "Un Passo in Avanti" | Cuggiono, 07/01/1985          |                           |      |

## Galleria d'immagini

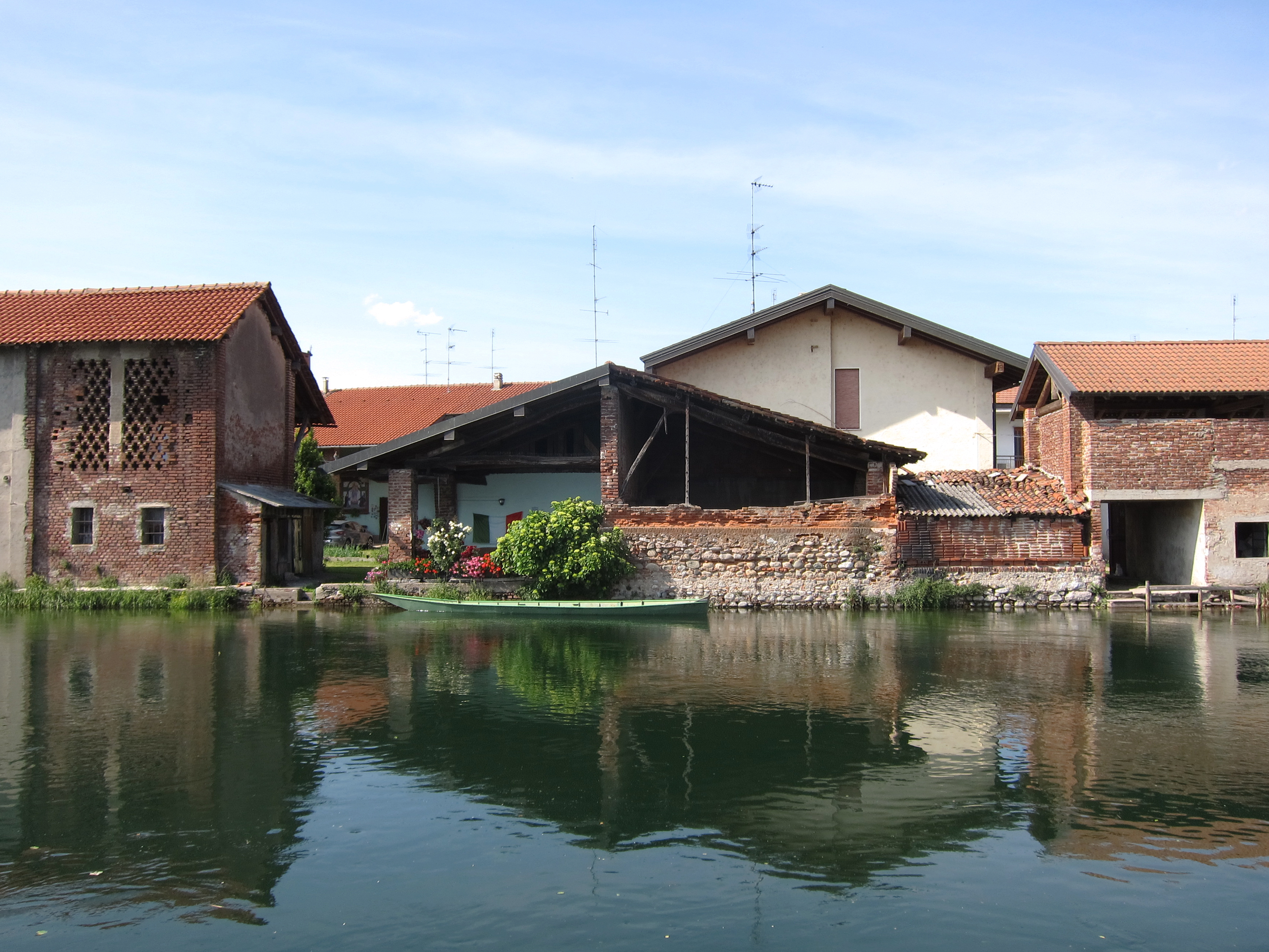
Case lungo il Naviglio Grande
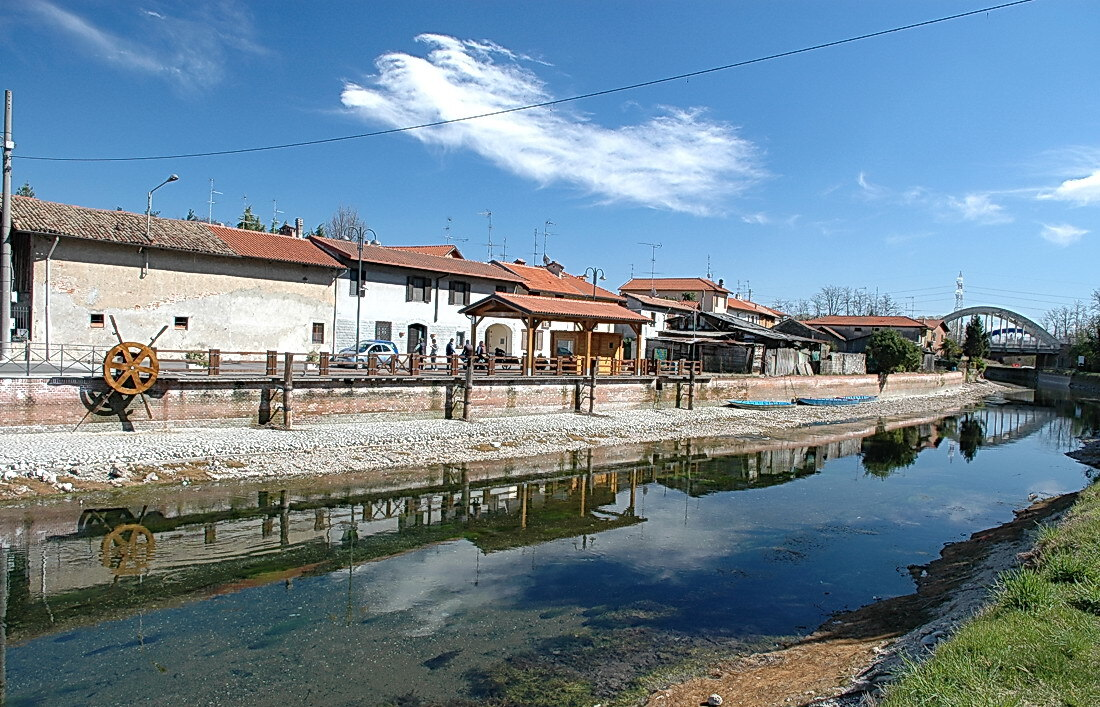
Sistemi d'irrigazione dei campi con l'acqua del Naviglio
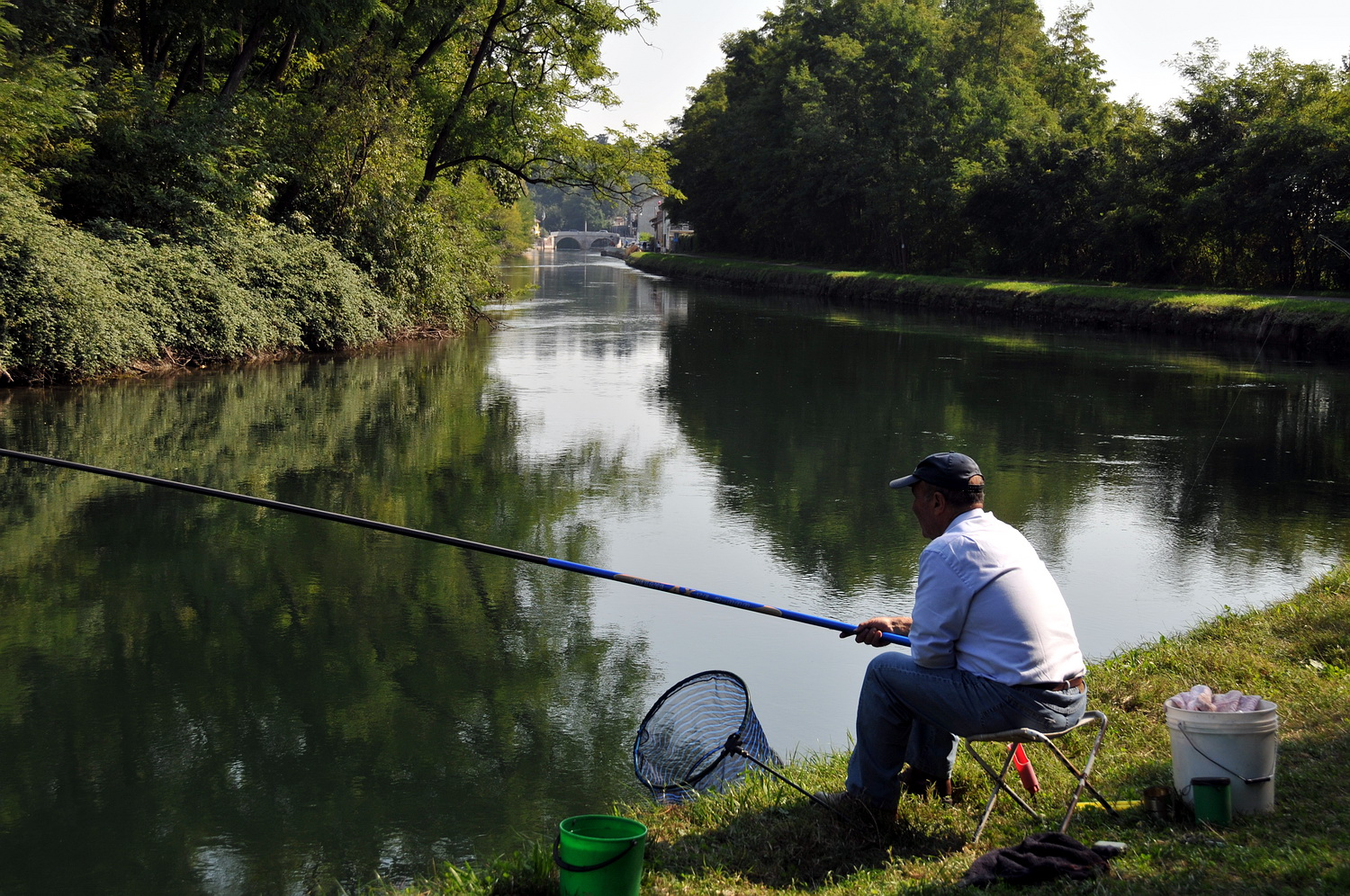
Pescatore sulle rive del canale
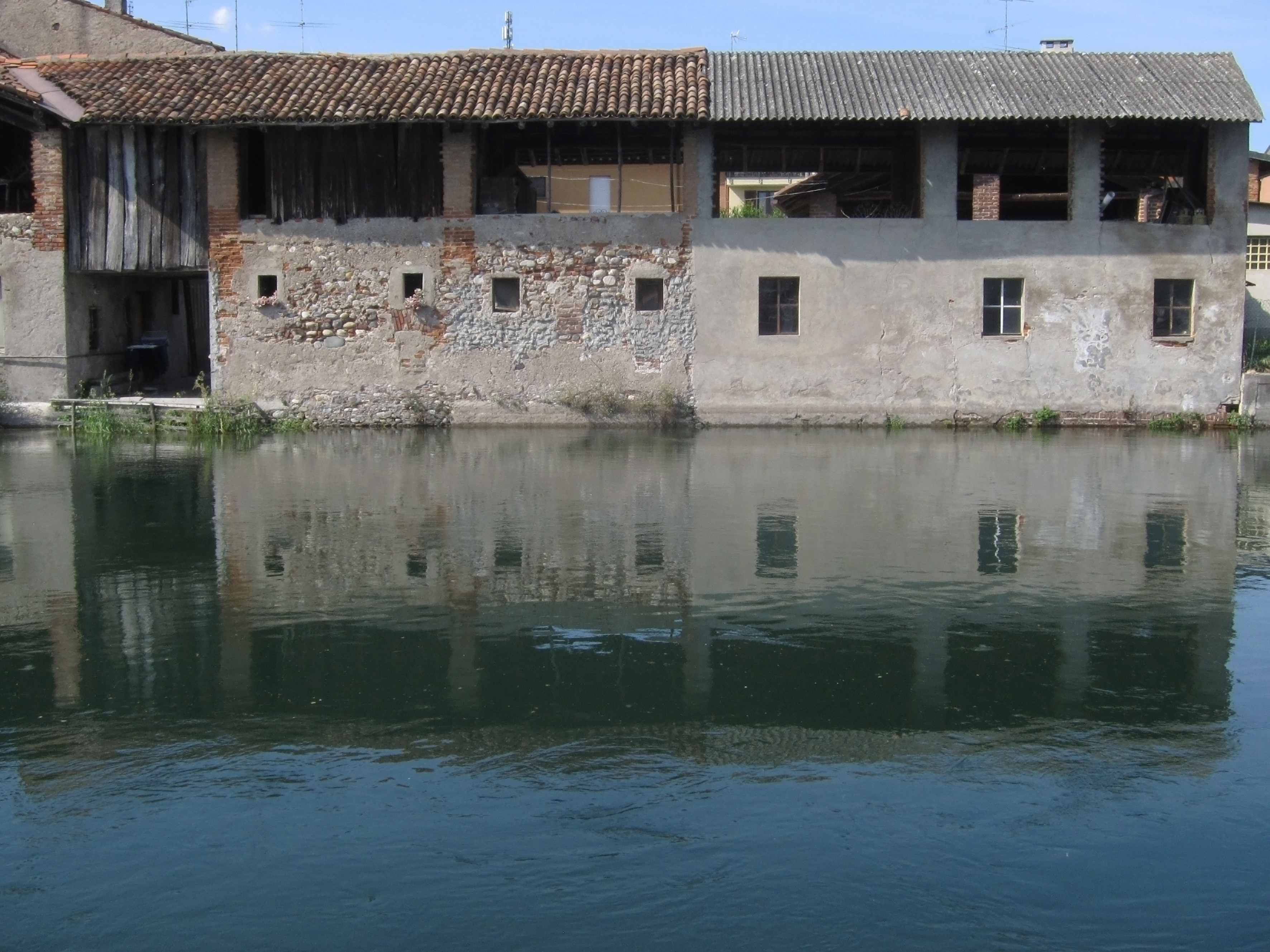
Edifici agricoli lungo il canale
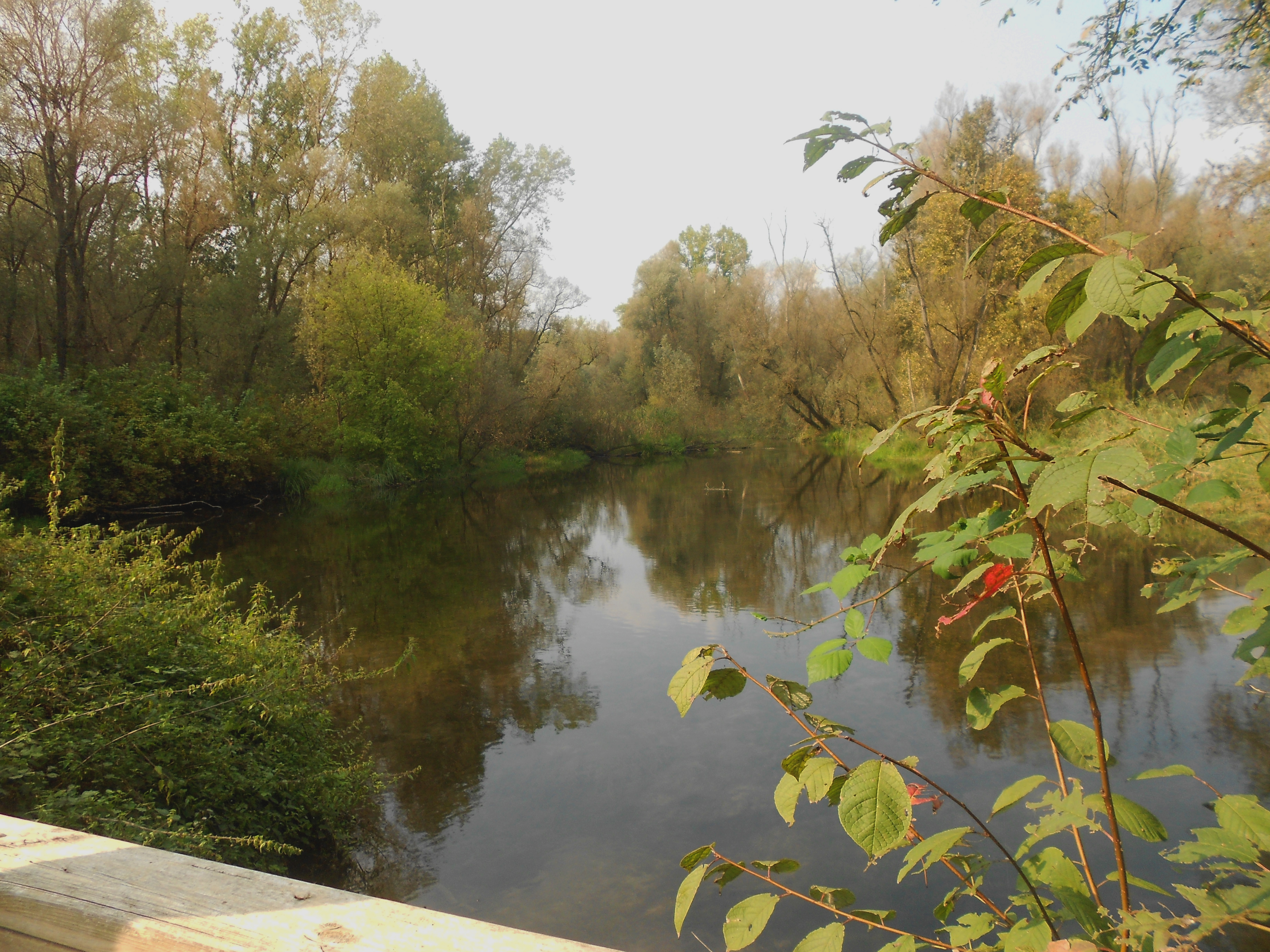
Lanca di Bernate Ticino